# Erland Munch-Petersen
Erland Munch-Petersen, född 1930 i Köpenhamn, död 1997, var en dansk litteraturvetare och litteratursociolog. Han var från 1969 prefekt vid Danmarks Biblioteksskole, och var 1991-1993 tillförordnad professor vid Göteborgs universitet. Han har bland annat gett ut Romantisk underholdning (1970) och Romanens århundrede (1978).
Munch-Petersen var sonson till juristen Hans Munch-Petersen.